# 穆尼閣
揚·米科瓦伊·斯莫古萊克基（波蘭語：Jan Mikołaj Smogulecki，1610年—1656年），漢名穆尼閣，波蘭貴族、傳教士、耶穌會士。將對數的概念傳入中國。

## 生平
清順治三年（1646年）入华，在南京传教期间，曾向薛凤祚传授天文学和数学，并合著《天步真原》。与方以智及其子方中通有交。

## 著作
- 《天步眞原》三卷